# ガイアナの国章
ガイアナの国章（ガイアナのこくしょう）はエリザベス2世によって1966年1月21日に賜与された後、同年2月25日に議会によって承認された。
クレストのアメリンディアンの羽飾りは同国のインディヘナを象徴し、カシーケの冠とも呼ばれている。ヘルメット（王家の記章）の側面の二つのダイアモンドは鉱業を表す。盾のサポーターの二匹のジャガーはつるはしと、サトウキビと、稲穂（ガイアナの糖業と米栽培を象徴している）を握っている。エスカッシャンは国花のVictoria regia のユリと国鳥のツメバケイ(Opisthocomus hoazin)で飾り付けられている。国の標語の、「一つの国民、一つの国家、一つの運命」を盾の下の巻物に見てとれる。